# Schizachyrium claudopus
Schizachyrium claudopus là một loài thực vật có hoa trong họ Hòa thảo. Loài này được (Chiov.) Chiov. miêu tả khoa học đầu tiên năm 1919.